# 1400'erne
Århundreder: 14. århundrede – 15. århundrede – 16. århundrede
Årtier: 1350'erne 1360'erne 1370'erne 1380'erne 1390'erne – 1400'erne – 1410'erne 1420'erne 1430'erne 1440'erne 1450'erne
År: 1400 1401 1402 1403 1404 1405 1406 1407 1408 1409
Begivenheder
Personer